# 키스할까요?
《키스할까요?》는 27살때까지 첫 키스 한번도 못해본 고집불통 여기자(최지우)와 허풍과 수다로 가득하지만, 사실 제대로 알고 보면 숙맥인 사진기자(안재욱)와의 로맨스 영화이다. 극중 두 주인공의 역할이 기자인 점을 이용해, 장동건, 이영애 등 톱스타 20여 명이 대거 까메오로 출연하여 볼거리로 제공하고 있다.

## 등장 인물
- 안재욱
- 최지우
- 이경영
- 유혜정
- 서태화
- 조민기
- 박철민
- 박남현
- 홍여진
- 정웅인
- 허동환

## 특별 출연
- 고소영
- 장동건
- 이영애
- 이재룡
- 오지명
- 유호정
- 박지윤
- 변우민
- 김보성
- 김일우
- 진재영